# 2. juni
2. juni er dag 153 i året i den gregorianske kalender (dag 154 i skudår). Der er 212 dage tilbage af året.
Dagens navn er Marcellinius.

### Begivenheder
Født - Dødsfald
- 1619 - De engelske og nederlandske ostindiske handelskompagnier indgår en overenskomst om handelen i Øst- og Sydøstasien.
- 1771 - Rusland afslutter erobringen af Krim.
- 1793 - Under den franske revolution indvarsler det endelige opgør med girondinernes ledere begyndelsen på Terrorregimet.
- 1896 -  Guglielmo Marconi ansøger om patent på sin opfindelse af en trådløs telegraf, kommunikation - senere kaldet "radio".
- 1916 - Under 1. verdenskrig udkæmpes det andet slag omkring den belgiske by Ypres.
- 1924 - Alle amerikanske indianere får amerikansk statsborgerskab.
- 1933 - Ny lov i Tyskland forhindrer jødiske tandlæger og tandteknikere i at arbejde i offentlige institutioner.
- 1936 - Danmark sætter kulderekord i juni med -3,5 °C målt ved Lemvig.
- 1937 - Den østrigske komponist Alban Bergs tolvtoneopera Lulu uropføres i Zürich.
- 1941 - Der indføres tøjrationering i England.
- 1941 - Diktatorerne Adolf Hitler og Benito Mussolini mødes i Brennerpasset.
- 1946 - Republikken indføres i Italien, der fejrer nationaldag denne dag.
- 1953 - Elizabeth 2. af Det Forenede Kongerige krones i Westminster Abbey.
- 1966 - Det amerikanske rumfartøj Surveyor 1 foretager den første bløde landing på månen.
- 1967 - Under demonstrationer i Vestberlin mod den iranske shahs besøg skydes en uskyldig student, Benno Ohnesorg.
- 1977 - Den 34-årige professionelle danske bokser Jørgen "Gamle" Hansen bliver europamester i weltervægt for første gang.
- 1978 - Karl Skytte forlader posten som Folketingets formand efter 10 år.
- 1979 - Over en million begejstrede polakker modtager den polskfødte pave Johannes Paul II i Warszawa, da han som den første pave besøger et kommunistisk land.
- 1982 - Violinisten Isaac Stern modtager Léonie Sonnings Musikpris ved en koncert i Tivolis Koncertsal.
- 1983 - Københavns Kommune forærer Martin Nyrops gasbeholder på Østerbro til institutionen Østre Gasværk Teater.
- 1987 - Sovjetiske og canadiske skiløbere bliver de første til at krydse fra et land til et andet via Nordpolen.
- 1992 - Ved folkeafstemning i Danmark stemmer 50,7% nej og 49,3% ja til Maastricht-traktaten.
- 1995 - Norge deles i to efter de værste oversvømmelser siden 1789, som også rammer Sverige og dele af Vesteuropa.
- 1998 - Det japanske kejserpar modtages ved en officiel ceremoni på Amalienborg Slotsplads.
- 2001 - MTV Movie Awards 2001 afholdes i Shrine Auditorium, Los Angeles, Californien.
- 2006 - Folketinget vedtager at det ikke længere er et krav for kunstig befrugtning af infertile kvinder, at disse lever i et heteroseksuelt forhold.
- 2006 - Folketinget vedtager ændring i grundloven, der sikrer lighed mellem kønnene i arvefølgen.
- 2007 - Christian Poulsen slår i 89. minut Markus Rosenberg i maven og dermed udløses en udvisning og et straffespark. Dette får en rasende dansk tilskuer til at løbe ind på banen og overfalde den tyske dommer Herbert Flandel. Kampen bliver aflyst og erklæres vundet 3-0 af Sverige.
- 2008 - Den danske ambassade i Islamabad udsættes for bombeangreb, med seks dræbte og flere sårede til følge.

### Født
- 1624 - Johan 3. Sobieski, polsk konge (død 1696).
- 1731 - Charlotta Dorothea Biehl, dansk forfatter (død 1788).
- 1740 - Marquis de Sade, fransk adelsmand og forfatter (død 1814).
- 1835 - Pius 10., italienskfødt pave (død 1914).
- 1840 - Thomas Hardy, engelsk forfatter (død 1928).
- 1851 - Sophus Tromholt, dansk nordlysforsker (død 1896).
- 1857 - Edward Elgar, engelsk komponist (død 1934).
- 1857 - Karl Gjellerup, dansk forfatter og modtager af Nobelprisen i litteratur (død 1919).
- 1876 - Hakon Børresen, dansk komponist (død 1954).
- 1904 - Johnny Weissmuller, amerikansk svømmer og Tarzan-skuespiller (død 1984).
- 1916 - Svend Otto S., dansk tegner, illustrator og forfatter (død 1996).
- 1921 - Gyrd Løfqvist, dansk skuespiller (død 2012).
- 1923 - Lloyd Shapley, amerikansk matematiker og økonom (død 2016).
- 1926 - Martha Christensen, dansk forfatter (død 1995).
- 1928 - Stig Claesson, svensk forfatter (død 2008).
- 1929 - Adrian Bentzon, dansk jazzpianist (død 2013).
- 1937 - Sally Kellerman, amerikansk skuespillerinde (død 2022).
- 1940 - Konstantin 2., græsk ekskonge (død 2023).
- 1941 - Charlie Watts, trommeslager i Rolling Stones (død 2021).
- 1941 - Stacy Keach, amerikansk skuespiller.
- 1942 - Niels Hinrichsen, dansk skuespiller.
- 1944 - Marvin Hamlisch, amerikansk komponist og musiker.
- 1945 - Jørgen Winther, dansk læge og folketingsmedlem.
- 1945 - Elisabeth Fabritius, dansk kunsthistoriker.
- 1946 - Inga Nielsen, dansk operasanger (død 2008).
- 1946 - Lasse Hallström, svensk filminstruktør.
- 1947 - Arne Rolighed, dansk cand.scient.pol., tidligere minister og direktør for Kræftens Bekæmpelse.
- 1964 - Gregers Brinch, dansk komponist.
- 1968 - Flemming Andersen, dansk tegneseriekunster.
- 1968 - Jingdong Zhang, dansk-kinesisk elektrokemiker og professor (død 2021).
- 1972 - Wentworth Miller, amerikansk skuespiller.
- 1999 - Carlo Holse, dansk fodboldspiller.

### Dødsfald
- 1647 - Christian, prins af Danmark og næstældste søn af Christian 4. (født 1603).
- 1882 - Giuseppe Garibaldi, italiensk frihedshelt (født 1807).
- 1886 - Aleksandr Ostrovskij, russisk dramatiker (født 1823).
- 1893 - H.P. Holst, dansk digter (født 1811).
- 1899 - Frederik Læssøe Smidth, dansk ingeniør, grundlægger af F.L. Smidth (født 1850).
- 1937 - Louis Vierne, fransk komponist (født 1870).
- 1942 - Christian Frederik von Schalburg, dansk nazist og leder af Frikorps Danmark (født 1906).
- 1956 - Jean Hersholt, dansk-amerikansk skuespiller (født 1886).
- 1962 - Vita Sackville-West, britisk forfatter (født 1892).
- 1970 - Bruce McLaren, newzealandsk racerkører (født 1937) - ulykke.
- 1974 - Tom Kristensen, dansk forfatter (født 1893).
- 1974 - Ebba Amfeldt, dansk skuespiller (født 1902).
- 1990 - Rex Harrison, britisk skuespiller (født 1908).
- 2001 - Peter Ronild, dansk forfatter og journalist (født 1928).
- 2003 - Elsa Kourani, dansk skuespiller (født 1913).
- 2008 - Bo Diddley, amerikansk rhythm and blues-sanger, sangskriver og guitarist (født 1928).

|  | Denne datoartikel kan blive bedre, hvis der indsættes et (bedre) billede Du kan hjælpe ved at afsøge Wikimedia Commons for et passende billede eller uploade et godt billede til Wikimedia Commons iht. de tilladte licenser og indsætte det i artiklen. |